# Сенная (приток Арти)
Сенная — река в России, протекает по Свердловской области. Устье реки находится в 18 км по левому берегу реки Артя. Длина реки составляет 13 км.
По реке основана в 1786 году деревня Сенная, в одной меже с выселкой Одиной, в которой три ревизионских души. По переписи 1816 года в Сенной было уже 56 ревизских душ. Селение расположилось по берегам речки Сенной, притока Арти, на богатых землях и лугах, и долгое время являлось основным поставщиком сена для конного двора Артинского завода.

## Данные водного реестра
По данным государственного водного реестра России относится к Камскому бассейновому округу, водохозяйственный участок реки — Уфа от Нязепетровского гидроузла до Павловского гидроузла, без реки Ай, речной подбассейн реки — Белая. Речной бассейн реки — Кама.
Код объекта в государственном водном реестре — 10010201112111100020926.